# Trailer Park Boys: The Movie
Trailer Park Boys: The Movie, noto anche come Trailer Park Boys: The Big Dirty o semplicemente Trailer Park Boys, è un film comico canadese del 2006 basato sulla serie televisiva Trailer Park Boys . Il film segue i personaggi Ricky, Julian e Bubbles mentre escogitano un ultimo piano che permetterà loro di ritirarsi dalle loro vite criminali. Il film, come la serie, è stato diretto e prodotto da Mike Clattenburg, con Ivan Reitman come produttore esecutivo. È uscito in Canada il 6 ottobre 2006 e negli Stati Uniti il 25 gennaio 2008.

## Accoglienza
Trailer Park Boys: The Movie ha ricevuto recensioni contrastanti dalla critica. Il film ha una valutazione del 55%, basata sulle recensioni di 22 critici, su Rotten Tomatoes.

### Incassi
Trailer Park Boys è stato il film con il maggior incasso in Canada per il suo primo fine settimana, dal 7 all'8 ottobre 2006. Il film ha incassato circa 1,3 milioni di dollari al botteghino nel suo weekend di apertura diventando l'undicesimo film di maggior incasso in Nord America per quel fine settimana. Il film è stato proiettato in oltre 200 sale. Al 19 novembre 2006, il film aveva incassato 3,87 milioni di dollari.

## Distribuzione in DVD
Trailer Park Boys: The Movie è disponibile in Canada su DVD. È stato distribuito il 20 febbraio 2007.

## Sequel
Il 27 agosto 2008 Alliance Films ha annunciato che era stato girato un secondo film. Il film, intitolato "Countdown To Liquor Day", è una continuazione dello speciale "Say Goodnight To The Bad Guys". Il film è stato distribuito nelle sale il 25 settembre 2009. Il terzo e ultimo film della serie, "Trailer Park Boys: Don't Legalize it!", è stato pubblicato il 18 aprile 2014. 